# Championnats du monde de cyclisme sur route 1982
Navigation
Prague 1981 Altenrhein 1983
Les championnats du monde de cyclisme sur route 1982 ont eu lieu le 5 septembre 1982 à Goodwood en Grande-Bretagne. 

## Résultats
| Épreuves :                                       | Or                                                                             | Or              | Argent                                                                | Argent | Bronze                                                                                | Bronze |
| Épreuves masculines                              |                                                                                |                 |                                                                       |        |                                                                                       |        |
| Hommes - course en ligne                         | Giuseppe Saronni Italie                                                        | 6 h 42 min 22 s | Greg LeMond États-Unis                                                | -      | Sean Kelly Irlande                                                                    | -      |
| Hommes - amateurs - course en ligne              | Bernd Drogan Allemagne de l'Est                                                | -               | Francis Vermaelen Belgique                                            | -      | Jürg Bruggmann Suisse                                                                 | -      |
| Hommes - amateurs - contre-la-montre par équipes | Pays-Bas Maarten Ducrot Gerard Schipper Gerrit Solleveld Frits Van Bindsbergen | -               | Suisse Alfred Achermann Daniel Heggli Richard Trinkler Urs Zimmermann | -      | Union soviétique Youri Kachirine Oleg Logvine Sergueï Voronine Oleh Petrovich Chuzhda | -      |
| Épreuve féminine                                 |                                                                                |                 |                                                                       |        |                                                                                       |        |
| Femmes - course en ligne                         | Mandy Jones Royaume-Uni                                                        | -               | Maria Canins Italie                                                   | -      | Gerda Sierens Belgique                                                                | -      |

## Tableau des médailles
| Rang  | Nation             | Or | Argent | Bronze | Total |
| ----- | ------------------ | -- | ------ | ------ | ----- |
| 1     | Italie             | 1  | 1      | 0      | 2     |
| 2     | Allemagne de l'Est | 1  | 0      | 0      | 1     |
| 2     | Royaume-Uni        | 1  | 0      | 0      | 1     |
| 2     | Pays-Bas           | 1  | 0      | 0      | 1     |
| 5     | Belgique           | 0  | 1      | 1      | 2     |
| 5     | Suisse             | 0  | 1      | 1      | 2     |
| 7     | États-Unis         | 0  | 1      | 0      | 1     |
| 8     | Irlande            | 0  | 0      | 1      | 1     |
| 8     | Union soviétique   | 0  | 0      | 1      | 1     |
| Total | Total              | 4  | 4      | 4      | 12    |